# リムーブ・ケバブ
リムーブ・ケバブ（英語: Remove Kebab、「ケバブを排除せよ」）とは、ユーゴスラビア紛争時代のプロパガンダビデオの俗称である。

## 内容
軍服を着た3人の男らがトランペット、アコーディオン、ボーカルに分かれてターボ・フォーク"カラジッチ、セルビアを率いよ" （セルビア語: Караџићу, води Србе своје、セルビア・クロアチア語: Karadžiću, vodi Srbe svoje、IPA：[ˈkaːrad͡ʒiːt͡ɕu, ˈvoːdi ˈsərbe ˈsvoːje]、英語: Karadžić, Lead Your Serbs）を演奏するという内容であり、牧歌的な曲調とは裏腹に民族主義的・反イスラム的なメッセージのある歌詞が歌われる。
その後、この動画は4chanやRedditなどでインターネット・ミームとして認知されるようになり、多数のパロディを生み出した。
クライストチャーチモスク銃乱射事件において、犯人の男は事件を起こす直前にこの動画に使われた音楽を聞いていたことで知られている。